# Абдураманов, Сеит Неби
Сеи́т-Неби́ Абдурама́нов (крымскотат. Seitnebi Abduramanov, Сеитнеби Абдураманов; 15 февраля 1914 года — 15 декабря 1987 года) — полный кавалер ордена Славы, помощник командира взвода 1232-го стрелкового полка (370-я стрелковая дивизия, 69-я армия, 1-й Белорусский фронт), старший сержант - на момент представления к награждению орденом Славы 1-й степени.

## Биография
Родился в 1914 году в деревне Биюк-Каралез (ныне деревня Красный Мак Бахчисарайского района). По национальности — крымский татарин. Был призван в армию в 1936 году.
После демобилизации работал финансовым инспектором. Весной 1941 года вновь признан на воинскую службу, и направлен в школу младших командиров Красной Армии.

## Великая Отечественная война
Войну начал в июне 1941 года. Воевал на Юго-Западном фронте, под Сталинградом, был в окружении, получил несколько контузий и ранений.
20 октября 1944 года, во время боевых действий в Польше, сержант Абдураманов захватил «языка» в дневное время, который дал ценные сведения о противнике. За этот подвиг воин был представлен к ордену Славы III степени (№ 241771)
Орден Славы II степени (№ 15549) получил за храбрость, проявленную в боях на территории Германии в январе 1945 года.
В апреле 1945 проявил личный героизм в боях за населённые пункты Зельхов и Липе, за что был представлен к ордену Славы I степени.
После окончания войны демобилизован и отправился к депортированным в Узбекистан родственникам.
Указом Президиума Верховного Совета СССР от 15 мая 1946 года награждён орденом Славы I степени (№ 3133), таким образом, став полным кавалером Ордена Славы, однако о своём награждении узнал только четверть века спустя.

## Награды
Помимо трёх орденов Славы и ордена Красной Звезды, награждён многими медалями, в том числе медалью «За отвагу».
Скончался в Намангане, похоронен на городском кладбище.